# Association pour l'air pur
L’Association pour l’air pur (ALAP) s’intéresse à l’amélioration de la qualité de l’air dans la province de Québec (Canada). 

## Description
L’Association pour l'air pur (ALAP) est un regroupement de membres bénévoles qui travaillent à l'amélioration de la qualité de l'air dans la province de Québec dans le but de diminuer les effets indésirables et néfastes de la pollution atmosphérique sur la santé humaine et l’environnement.
Les membres de l'Association sont principalement concernés par la détérioration de la qualité de l’air intérieur et extérieur causée par les particules fines. Les dossiers sur lesquels l'ALAP travaille actuellement sont :
- L'utilisation de plus en plus répandue du chauffage au bois et des feux à ciel ouvert;
- Le diésel et les moteurs à deux temps;
- La prolifération des parfums dans les lieux publics.